# Punta Prieta, Mulegé
Punta Prieta är en ort i Mexiko.   Den ligger i kommunen Mulegé och delstaten Baja California Sur, i den västra delen av landet, 1 700 km nordväst om huvudstaden Mexico City. Punta Prieta ligger 7 meter över havet och antalet invånare är 183.
Terrängen runt Punta Prieta är huvudsakligen platt, men åt nordost är den kuperad. Havet är nära Punta Prieta åt sydväst.  Det finns inga andra samhällen i närheten. 